# João, o Diácono (cronista veneziano)
João, o Diácono (m. 1009) foi um diácono veneziano, secretário do doge e um cronista.

## A Crônica Veneziana
Segundo a Enciclopédia Católica:
| “ | A mais antiga crônica de Veneza, conhecida como "Chronicon Sagornini", foi compilada pelo diácono João, o capelão e possivelmente parente do doge Pedro II Orseolo (r. 991–1009). João gozava da confiança dele e era geralmente enviado como seu embaixador aos imperadores germânicos Otão III e Henrique II. Na primeira parte da crônica, que trata dos primeiros anos da República, a narrativa é confusa e deficiente; nos capítulos seguintes, torna-se mais acurada e completa; finalmente, ela é particularmente valiosa para o período que autor testemunhou pessoalmente. João leva o relato até 1008 e trata em detalhes o reinado de Pedro Orseolo. | ” |
|   | — Artigo sobre João, o Diácono na Enciclopédia Católica. |   |

A crônica de João, conhecida em latim como "Chronicum Venetum", é ainda uma importante fonte primária para a história dos eslavos e sua políticas na Dalmácia nos séculos IX e X, assuntos que ele provavelmente se basou em documentos anteriores. Ele distingue entre os narentinos, que viviam na foz do rio Neretva e outro grupo, mais ao norte, que daria origem ao principado da Croácia e, mais ainda no futuro, ao Reino da Croácia. João relata as problemáticas tratativas do doge João (r. 829–836) e seu sucessor Pedro (r. 836–864) com os narentinos; o "Pacto de Lotário" de 840 e a aliança franco-veneziana contra a pirataria eslava; Domagoi e as guerras sobre a região da Ístria; o golpe do principado eslavo por Zedeslau (Zdeslav); o usurpador Branimir; e uma guerra naval contra os eslavos narentinos em 887 e 948.
Sobre sua própria época, João relata os sucessos de seu mestre, Pedro II Orseolo (r. 991–1009), contra os "eslavos croatas", seus conflitos tanto com croatas quanto narentinos sobre a posse de Zadar e submissão dos monarcas dálmatas (exceto o "rei dos croatas") a Veneza,
João também tem sido erroneamente creditado como autor da "Chronicon Gradense", que é um manuscrito que aparece geralmente junto com a "Chronicon Venetum".

## References
- Fine (Jr), John V. A. (2006). When Ethnicity Did Not Matter in the Balkans: A Study of Identity in Pre-Nationalist Croatia, Dalmatia, and Slavonia in the Medieval and Early-Modern Periods. Ann Arbor: University of Michigan Press